# Корабельний камуфляж

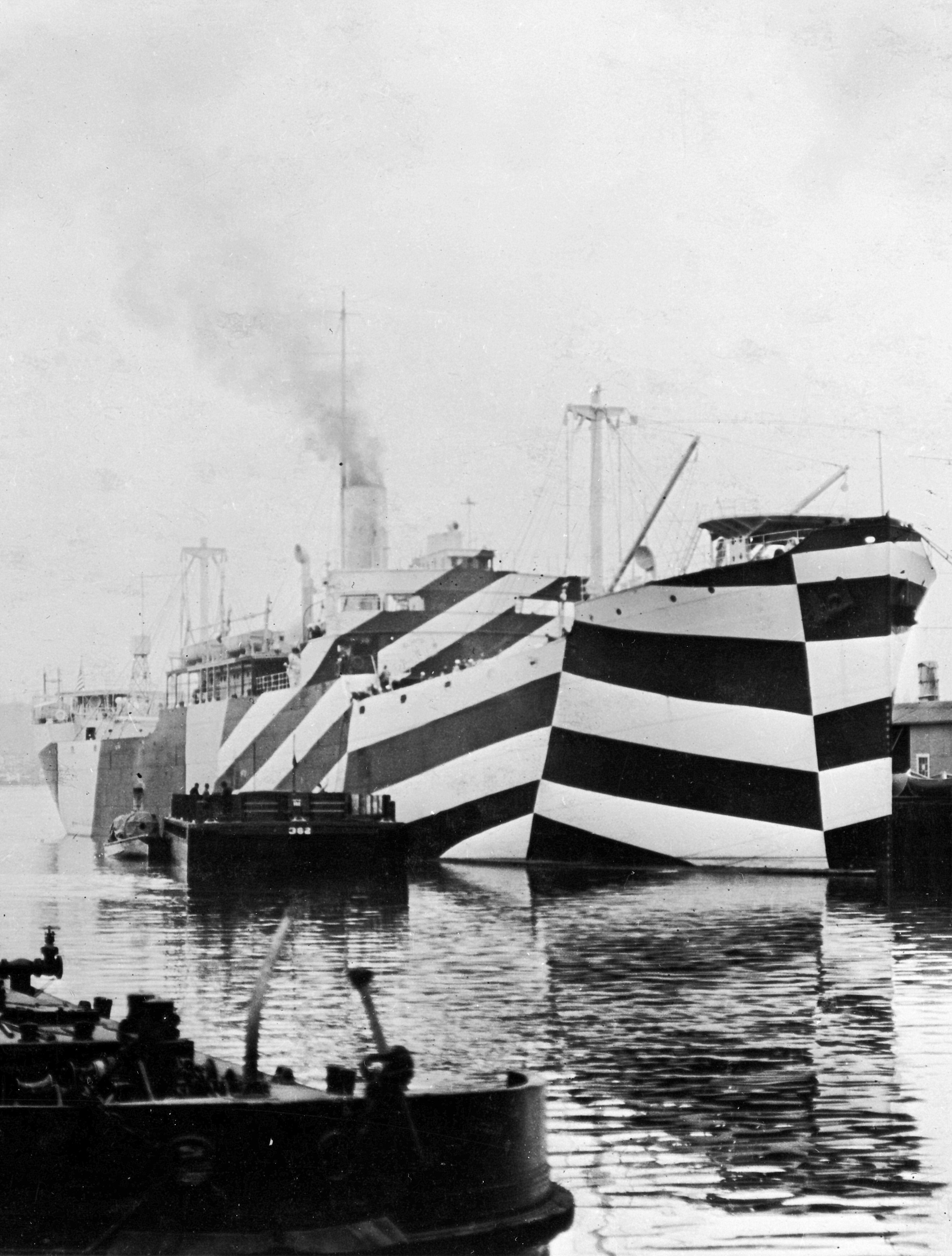
Сліпучий камуфляж USS West Magomet під час Першої світової війни

Корабельний камуфляж — форма військового обману, при якій корабель фарбують в один або кілька кольорів, щоб приховати судно від візуального спостереження ворогом або ускладнити таке спостереження. Було розроблено та використано кілька типів корабельного камуфляжу: (а) приховування або крипсис, мета якого за допомогою кольорового забарвлення зробити корабель непомітним чи менш помітним для ворога; (б) обман, мета якого за допомогою забарвлення зробити так, щоб корабель виглядав меншим або, як у випадку з кораблями-пастками, імітував беззахисний торговий корабель, і (в) сліпучий камуфляж — яскрава деформаційна схема камуфляжа, мета якої ускладнити оцінку форми, а відповідно курсу та швидкості корабля. Контросвітлення, щоб приховати затемнений корабель на тлі трохи яскравішого нічного неба, було випробувано Королівськими ВМС Канади в камуфляжі розсіяного освітлення.
Збереглись відомості, що в античні часи кораблі час від часу маскували за допомогою камуфляжу. Середземноморські піратські кораблі іноді фарбували в синьо-сірий колір для приховування. Вегецій вказував, що під час Галльських воєн розвідувальні кораблі Юлія Цезаря що збирали інформацію уздовж узбережжя Британії перед висадкою були пофарбовані в блакитно-зелений колір. У епоху вітрил кораблі іноді розмальовували з метою ввести в оману щодо їх типу, а під час громадянської війни в США обидві сторони маскували свої кораблі, як для здійснення блокади, так і для нічної розвідки.
Першим масово використовувати корабельний камуфляж почало Британське адміралтейство під час Першої світової війни. Після того, як художник-мариніст Норман Вілкінсон запропонував використання сліпучого камуфляжу, на тисячі британських, а згодом і американських кораблів було нанесено яскраві деформаційні візерунками. Нанесенням на кораблі сліпучого камуфляжа Вілкінсон мав на меті не зробити кораблі невидимими і навіть не змусити противника промахнутися, а змусити його зайняти погану вогневу позицію. Під час Другої світової війни переглянута форма сліпучого камуфляжа застосовувалась британськими Королівськими ВМС та ВМС Сполучених Штатів, а також обмежено застосовувалась іншими флотами.
Після Другої світової війни радар зробив кольоровий камуфляж менш ефективним, хоча берегові судна продовжують використовувати схеми камуфляжа поряд із антирадарною технологією.

## Раннє використання

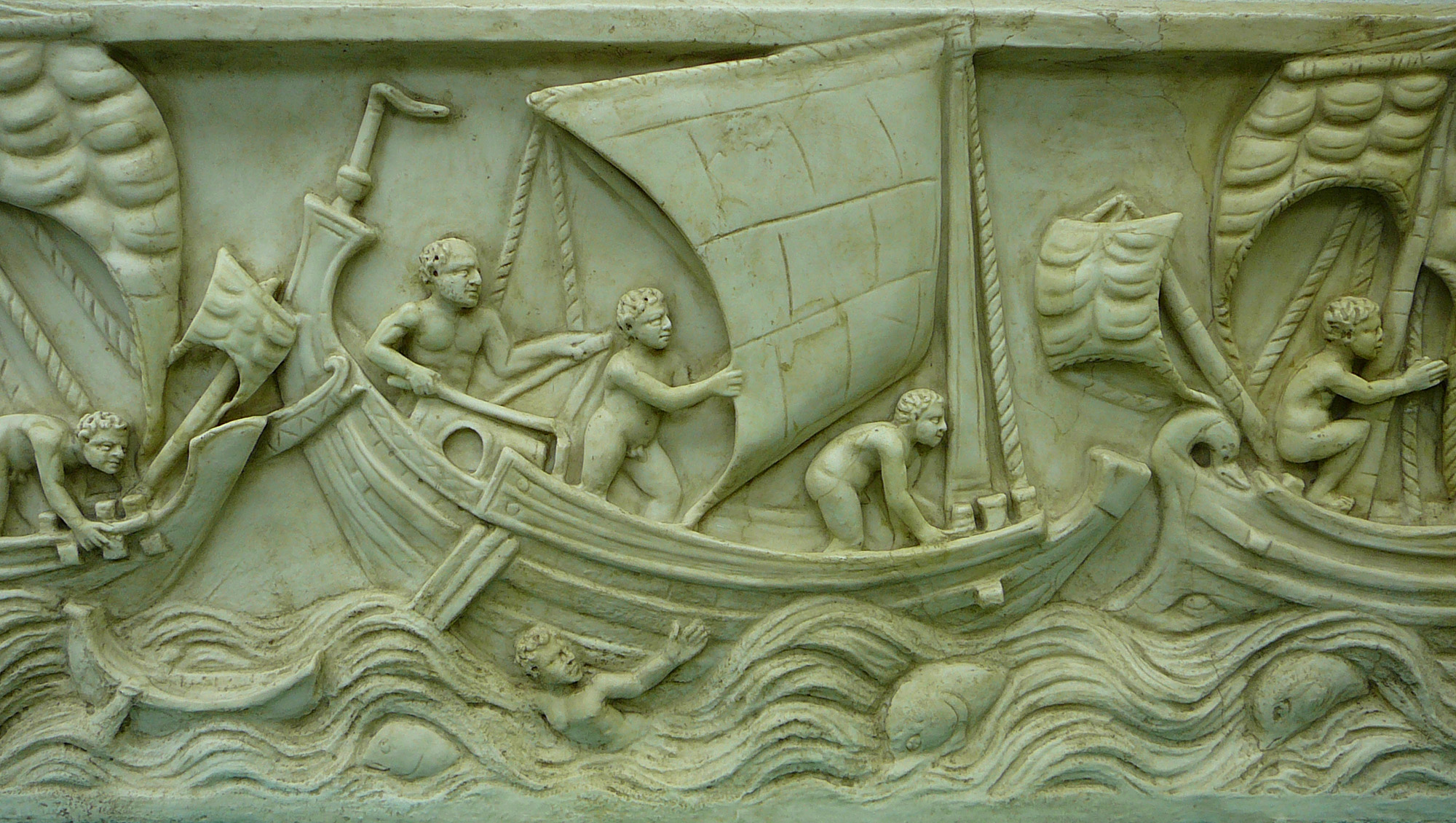
Римські кораблі, зображені на саркофазі III століття нашої ери

Корабельний камуфляж час від часу використовувався з давніх часів. У книзі Філострата «Imagines» III століття н. е. зазначається, що середземноморські піратські кораблі іноді фарбували в синьо-сірий колір для маскування. В листі Вегеція IV століття н. е. зазначається, що «венеційський синій» (блакитно-зелений колір «морської хвилі») використовувався в 56–54 роках. е. під час галльських війн, коли Юлій Цезар послав свої speculatoria navigia (розвідувальні кораблі) для збору розвідданих уздовж узбережжя Британії. Кораблі були повністю розписані синювато-зеленим воском, вітрила та канати були пофарбовані в такий же колір. Матроси та військові на кораблях також були одягнені у «венеційський синій».
В Добу вітрил кораблі іноді використовували зовнішній камуфляж для отримання ефекту несподіванки та тимчасової тактичної переваги через введення супротивника в оману. Для цього кораблі розфарбовували так, щоб вони здавались кораблями іншого типу. Наприклад якщо військовий корабель планувалось видати за торговий, щоб не викликати підозр у ворога, гарматні порти військового корабля приховували пофарбованим полотном і навпаки, щоб видати торговий корабель за військовий і здаватись більш небезпечною здобиччю, на корпусі торгових суден малювали додаткові гарматні отвори. Наприклад, в одній зі своїх битв протягом 1778—1782 рр. американський капер Джонатан Гараден сховав гармати свого корабля «General Pickering», щоб виглядати як повільне торгове судно. Гараден дозволив набагато швидшому британському каперу наблизитися до свого корабля на близьку відстань, а потім швидко скинув намальоване полотно з борту й зробив повний бортовий залп, після чого легко захопив ворожий корабель.

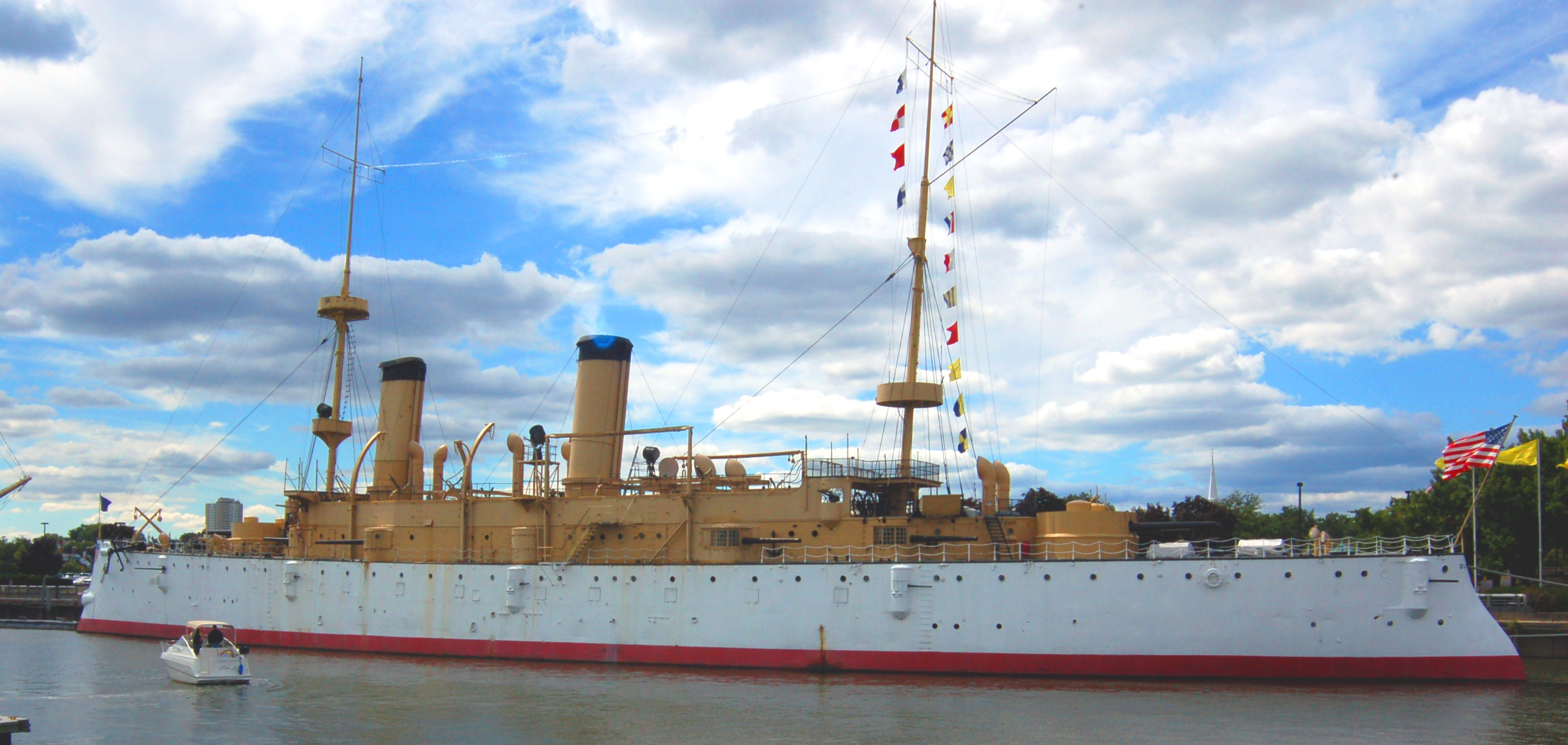
Бронепалубний крейсер USS Olimpia в «білому» камуфляжі

Під час Громадянської війни в США камуфляжне пофарбування застосовувалася обома сторонами під час Морської блокади Півдня флотом Соза в 1861—1865 роках. Конфедерати та їх прихильники іноді фарбували свої кораблі в туманно-сірий колір, щоб ховатися в прибережному тумані від кораблів Соза.
У 1890-х роках німецькі та французькі бойові кораблі фарбували в сірий колір. Американський інтерес до корабельного камуфляжу отримав офіційне фінансування в 1898 році під час Іспано-американської війни, коли біла, світло-сіра та середньо-сіра фарби були оцінені на предмет їхньої здатності приховувати корабель, який помітно над горизонтом на тлі далекого неба. Художник Ебботт Гендерсон Теєр досліджував кольорові схеми контрзатінення, щоб «приховати» природні тіні. У 1900-х роках ВМС Сполучених Штатів змінили сірий колір на білий і в 1907 році Великий білий флот США вирушив у кругосвітнє плавання у складі 16 лінкорів з повністю білими корпусами. Білий колір було визнано невдалим, і після повернення Великого білого флоту, його кораблі пофарбували в сірий колір. Британські кораблі почали фарбувати в сірий колір у 1903 році, при цьому надавалась перевага світлішим відтінкам, щоб мінімізувати нагрівання металу від сонця в теплішому кліматі.

## Перша світова війна

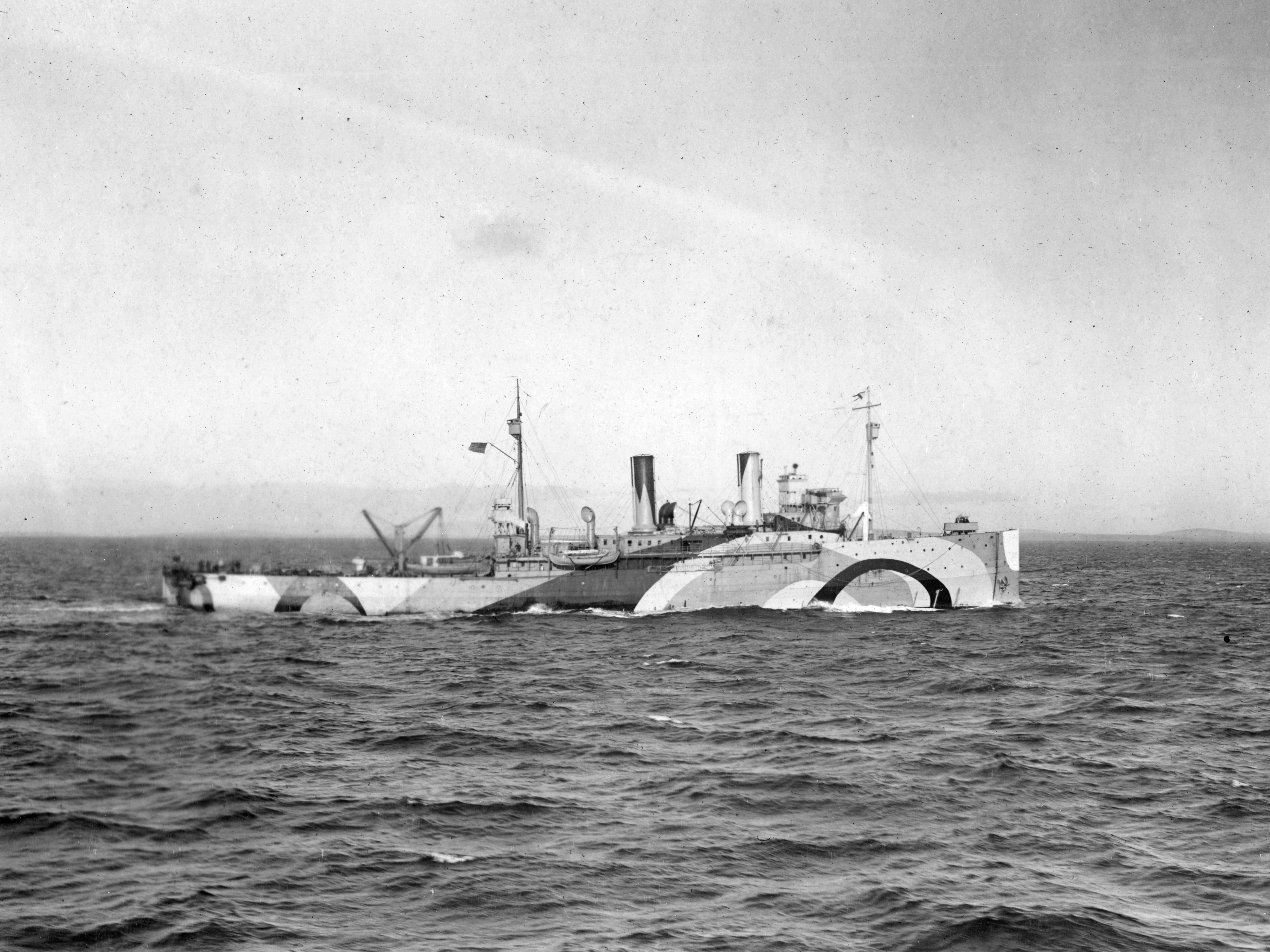
USS Shawmut був колишнім східним пароплавом Massachusetts, переобладнаним для закладки мінної загородження Північного моря 1918 року.

Під час Першої світової війни збільшення дальності корабельної артилерії і загроза атак високошвидкісними торпедами великої дальності, які використовуються проти військових кораблів і торговельних суден, спричинили значне збільшення використання корабельного камуфляжу.

### Королівський флот

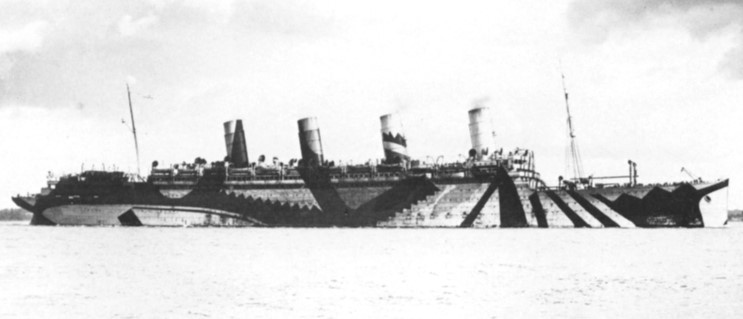
HMT Aquitania в сліпучому камуфляжі

Багатокольоровий корабельний камуфляж був вперше введений у Великій Британії. Ще на початку Першої світової війни зоолог Джон Грем Керр написав листа Вінстону Черчиллю з пропозицією використовувати деформаційний камуфляж, щоб «зруйнувати» обриси кораблів, і контрзатінення, щоб зробити їх реальні обриси менш «щільними». Джон Керр був прихильником переконань американського художника Еббота Гендерсона Теєра, який також зробив пропозиції Британському воєнному офісу, безуспішно намагаючись переконати його прийняти бойове спорядження з деформаційними візерунками замість монохромного кольору хакі. Як і Теєру, Керру не вдалось переконати адміралтейство і від його ідей остаточно відмовились після відходу Черчилля з Адміралтейства навесні 2015 року. Після війни Керр подав позов про визнання за ним права першовідкривача «сліпучого камуфляжа» але програв розгляд.
З 1 лютого 1917 Німеччина розпочала необмежену підводну війну на морі. Протягом лютого-квітня 1917 року німецькі підводні човни знищили більше 1000 торгових суден (приблизно по 10 суден на день), що змусило Адміралтейство терміново повернутись до питання застосування камуфляжу, який би заважав німецьким підводним човнам ефективно нападати на військові та торгові кораблі. Художник-мариніст Норман Вілкінсон, запропонував Британському адміралтейству схему камуфляжа для боротьби з підводними човнами, що пізніше отримала назву «сліпучий камуфляж». На відміну від Керра, Вілкінсон прагнув досягнути не «невидимості» кораблів, а «руйнування» їх обрисів з метою ускладнити визначення їх курсу. Під керівництвом Вілкінсона Адміралтейство дослідило та випустило велику кількість шаблонів «сліпучих» камуфляжів, щоб протистояти загрозі з боку підводних човнів. Часто шаблони розробляли та наносили на моделі кораблів жінки-художниці, після чого моделі аналізувались у перископ в лабораторних умовах. Після випробувань у жовтні 1917 року Адміралтейство наказало пофарбувати всі свої торговельні судна сліпучими камуфляжами. Метою сліпучого камуфляжу було не засліплення рухом, а введення супротивника в оману щодо курсу корабля, як пізніше пояснив Вілкінсон:
Основна мета цієї схеми полягала не стільки в тому, щоб змусити ворога промахнутися, коли він фактично був на вогневій позиції, скільки ввести його в оману, коли корабель було вперше помічено, щодо правильної позиції для зайняття. ...чому підводному човну важко визначити точний курс судна, яке буде атаковано.— Норман Вілкінсон

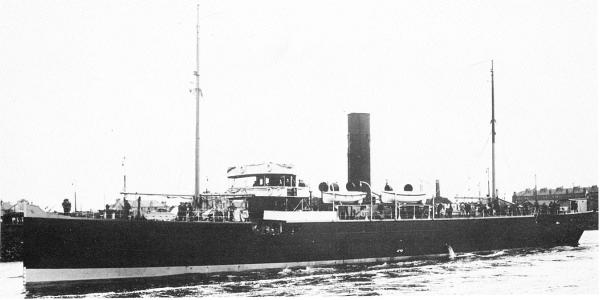
Корабель-пастка HMS Tamarisk

Протягом 1917—1918 років понад 4000 британських торгових суден і близько 400 військово-морських кораблів були пофарбовані в сліпучий камуфляж.
Інші заходи військового обману, окрім сліпучого камуфляжа, включали встановлення перегородок проти далекомірів на щоглах та реях лінійних кораблів, таких як HMS Emperor of India у 1917 році. Також практикувалась оманлива мімікрія з важкоозброєними кораблями-пастками (Q-ships) замаскованими під торговельні кораблі.

### Німецький імперський флот

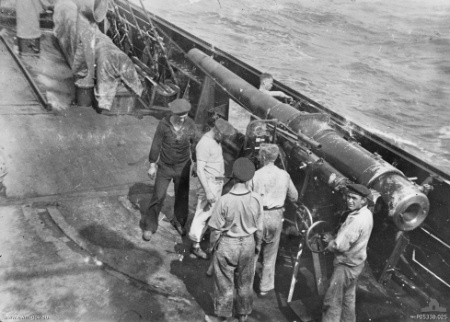
Гармата на борту комерційного рейдера Німецького імперського флоту SMS Wolf, забраний за борт корабля; коли гармату не використовували, її накривали брезентом.

Німецький флот приділяв мало уваги маскуванню. В будь-якому випадку, після неоднозначної Ютландської битви, в 1916 році німецькі військово-морські зусилля сконцентрувались на підводній війні. Однак Німеччина використовувала маскування, наприклад, фарбуючи кораблі в колірні схеми британського або нейтрального судноплавства. Наприклад, Kronprinzessin Cecilie був пофарбований так, щоб нагадувати британський лайнер Olympic, і в 1914 році йому вдалося досягти Америки, уникнувши британської блокади. У 1915 і 1916 роках німці також використовували торгові рейдери, переобладнані вантажні судна з прихованою потужною дальнобойною артилерією. Ці кораблі були здатний прослизнути крізь британську блокаду, а потім атакувати у відкритому океані кораблі аж до південної Атлантики. Німецькі торговельні кораблі Першої світової війни рідко маскувались, і німецький флот не використовував кораблі-пастки, оскільки флоти союзників не нападали на торгове судноплавство.

### Інші флоти
Військово-морські сили британських союзників Франції та Італії переважно дотримувалися практики камуфляжу Британського Адміралтейства. У 1913 році американські експерименти з камуфляжем включали підводний човен, пофарбований у триколірний візерунок з широких вертикальних білих, зелених та синіх смуг, розроблений Вільямом Маккеєм. Вілкінсон був відправлений у відрядження до США, щоб проконсультувати американські ВМС щодо організації процеса маскування кораблів. Схеми сліпучого камуфляжа використовувалися на торгових суднах, військово-морських транспортах і менших військових кораблях. Броненосці були замасковані різними візерунками.

## Друга світова війна
Деякі шаблони двоколірних корабельних камуфляжів намагалися замаскувати корабель на фоні моря і неба біля горизонту. ВМС США пофарбували деякі кораблі в темно-сірий колір з білими конструкціями над рівнем містка. І ВМС США, і Королівський флот фарбували кораблі в темно-сірий колір на корпусі та світло-сірий на надбудовах і баштах. Шаблон USN 12 передбачав поступовий перехід від кольору «sea blue» корпуса під першою безперервною палубою до кольору «ocean gray» над нею. Верхівка щогл була пофарбована в сірий серпанок. Цей шаблон був змінений на інший, де нижня частина судна фарбувалась у колір не «sea blue», а «navy blue». Цей яскравий контраст на горизонтальній лінії біля горизонту зменшував видимість під час спостерігання з поверхні моря чи землі та створював ілюзію більшої дальності. Цей камуфляж вважався найбільш ефективним для артилерійських боїв з надводними кораблями або береговими батареями в районах, де спостереження з повітря було малоймовірним. Він використовувався в Атлантиці та європейських прибережних водах з кінця 1942 року до кінця Другої світової війни. Його носили прибережні кораблі в Тихому океані з кінця 1944 року після знищення потенціалу японської морської авіації в битві у Філіппінському морі. Подібні стандартні схеми Адміралтейства застосовувалися, починаючи з 1944 року, коли передбачалося, що ворожі сили матимуть радар. Кораблі в цілому були пофарбовані в світло-сірий колір, за винятком морської блакитної плями низько на корпусі, або між основними гарматними вежами, або по всій довжині корпусу.

### ВМС США

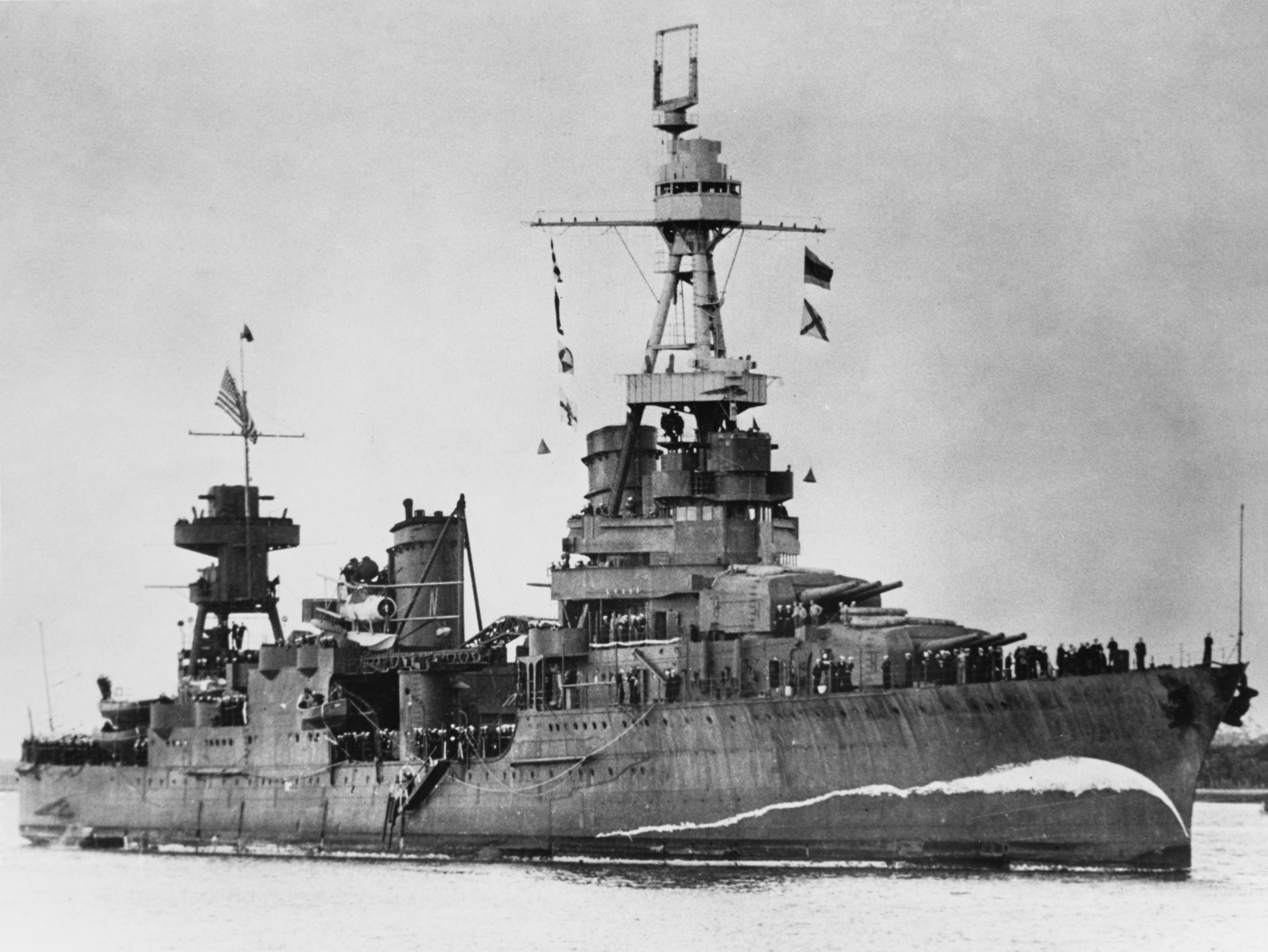
USS Northampton з фальшивою носовою хвилею (модель 5)

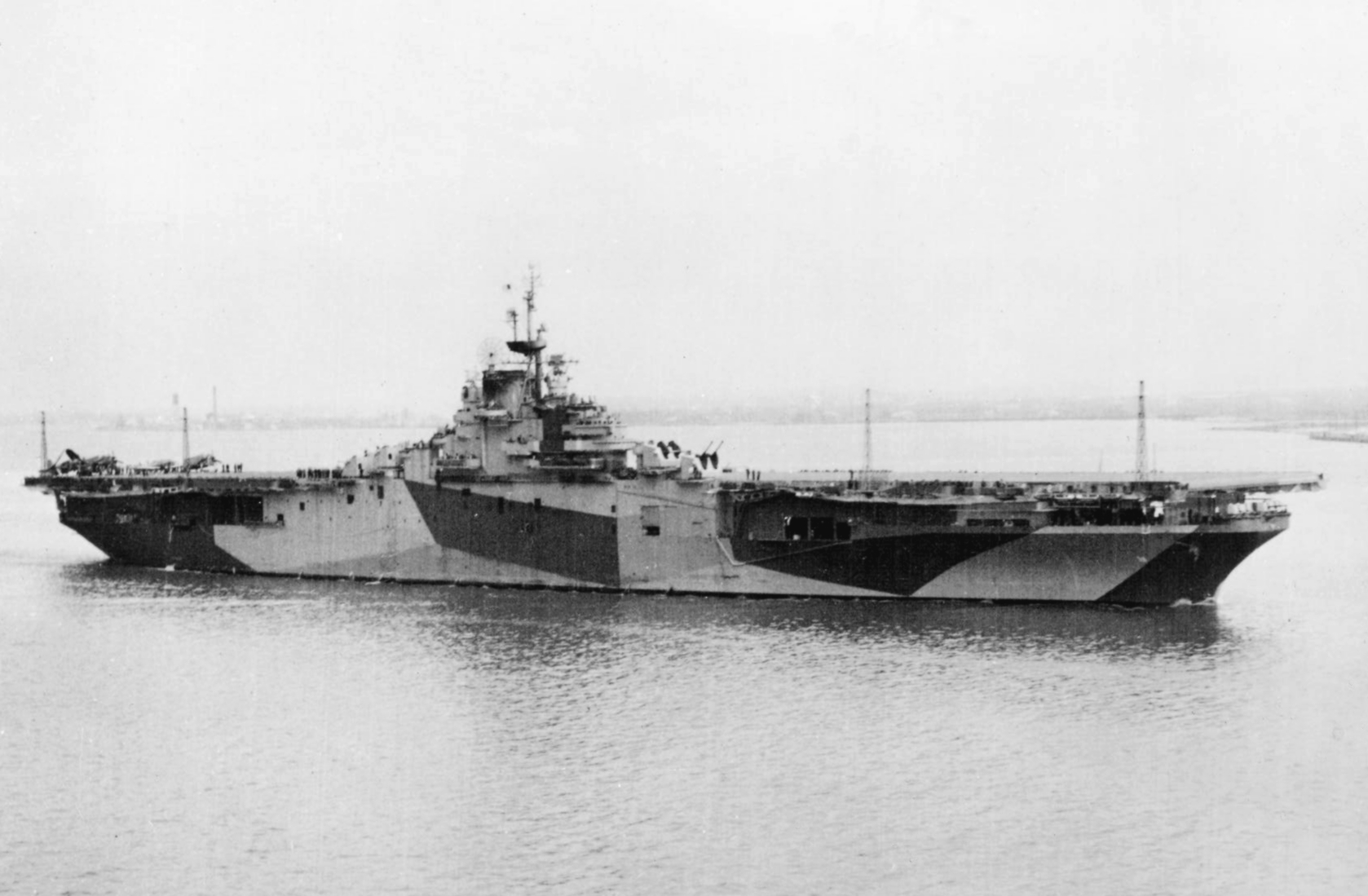
USS Antietam в моделью 32, дизайн 17A-2

У 1935 році Дослідницька лабораторія ВМС США почала дослідження та випробування шаблонів камуфляжу для кораблів. Деякі шаблони були оманливими, як-от намальована фальшива носова хвиля, що створювала враження високої швидкості. Заходи, які робили крейсери схожими на есмінці, були припинені після того, як це викликало плутанину у дотриманні позицій серед кораблів, що діяли у бойовому шикуванні.
Кольорові схеми включали світло-сірий, сірий серпанок, сірий океан і чорний. Було встановлено, що серпанково-сірий забезпечує розумний захист у найширшому діапазоні умов і став стандартною схемою фарбування ВМС США після Другої світової війни. Колір «сірий океан» також став стандартною схемою фарбування після війни. Хоча чорний колір все ще використовується для підводних човнів, його припинили використовувати на есмінцях після того, як було встановлено, що чорні кораблі залишаються більш помітними, ніж сірі навіть у найтемніші ночі.
ВМС США фарбували деякі кораблі в синій колір, щоб приховати їх від спостереження з літаків. Під час битви в Кораловому морі та битви за Мідвей кораблі, пофарбовані повністю в блакитний колір, піддавалися нападам рідше, ніж кораблі з двокольоровими камуфляжними схемами. За порадою авіаторів Сполучених Штатів синій колір був затемнений і широко використовувався в західній і південній частині Тихого океану з середини 1942 по 1945 рік, щоб мінімізувати виявлення та ідентифікацію ворожими літаками. Темно-синій також виявився ефективним при штучному освітленні під час нічних акцій. Верхні поверхні літаків, що злітали з палуб авіаносців були пофарбовані в аналогічний відтінок синього. Морякам під час перебування на борту було наказано носити темні комбінезони, а не білі однострої.
Шаблон Теєра складався з великих багатокутних плям світло-блакитного кольору (так званий «синій Теєра») на білому фоні. Цей шаблон був найбільш корисним в арктичних широтах із тривалими сутінками та частими туманами та хмарністю. Чистота кольору була важливою для повної реалізації ефекту Пуркинє, коли деякі кольори здаються світлішими, а деякі — темнішими при низьких рівнях освітлення. Затемнення візерунка збільшило оманливість курсу, але покращило видимість вночі та в серпанку.
Шаблон 32 являв собою середній візерунок з помітних багатокутників темно-синього або чорного кольору на тлі багатокутників світлішого сірого та зеленого кольорів. Цей шаблон був спрямований на ускладнення ідентифікації типу судна та його курсу з підводних човнів. Візерунки розміщувалися по носовій частині, а світло-сірий використовувався в кормовій частині, щоб зливатися з кільватером. Цей показник базувався на системі засліплення Першої світової війни, модифікованій спостереженнями в західній частині Тихого океану; і застосовувався до більшості надводних кораблів у Тихому океані протягом 1944 та 1945 років. Для класів із великою кількістю кораблів були розроблені різні шаблони, щоб по шаблону не можливо було ідентифікувати клас корабля.

### Королівський флот
У період між світовими війнами кораблі Королівського флоту були пофарбовані в темно-сірий колір на головній базі флоту в Британії, світло-сірий у Середземному та Карибському морях і білий в Індійському океані та західній частині Тихого океану. У 1939 і 1940 роках багато кораблів флоту були перефарбовані в середньо-сірий колір, щоб зменшити видимість порівняно з темно-сірим у мирний час.
У перший рік війни британські капітани в основному розфарбовували свої кораблі так, як вони вважали за потрібне. Вважається, що HMS Grenville був першим кораблем, на якому в грудні 1939 року була використана деформаційна схема камуфляжу, і кілька есмінців класу G її флотилії використовували подібну схему контрастних багатокутників кольору каменю. Коли виникла занепокоєність щодо німецької повітряної розвідки над Скапа-Флоу, деякі кораблі Домашнього Флоту були пофарбовані деформаційними схемами Флотта з темно-коричневих, світло-сірих і світло-зелених багатокутників з квітня по серпень 1940 року для маскування та плутанини в порту. До грудня 1940 року більшість кораблів Національного флоту було перефарбовано в середньо-сірий колір.
Королівський флот пофарбував підводні човни Середземного моря в темно-синій колір у 1940 році, щоб зменшити видимість під водою для літаків.
5-та флотилія міноносців типу K капітана Луїса Маунтбеттена була пофарбована в рожевий «колір Маунтбеттена» в 1940 році. Маунтбеттен спостерігав, як лайнер британської судноплавної компанії Union-Castle Line візуально зник з конвою під час осіннього заходу сонця через незвичайний лавандово-лілово-сірий колір, що використовувався компанією для фарбування корпусів своїх суден. Маунтбеттен вважав, що цей колір буде ефективним камуфляжем на світанку та в сутінках, і винайшов подібний відтінок, змішавши середньо-сірий з невеликою кількістю венеційського червоного. Його ефективність була суперечливою, але цей камуфляж був використаний для фарбування інших есмінців, кількох крейсерів і численних невеликих військових кораблів, які використовували цей шаблон камуфляжа до 1944 року для використання в прибережних водах.
В жовтні 1940 року була створена Секція камуфляжу Адміралтейства. Оприлюднені в 1941 році шаблони адміралтейського камуфляжу не були впроваджені повсюдно через труднощі з робочим графіком і браком деяких пігментів фарби. Наприкінці 1942 року майже всі есмінці та великі кораблі мали деформаційний камуфляж Адміралтейства, але капітани Співдружності використовували офіційні схеми маскування з більшою варіацією, ніж це було прийнято в американських заходах.
Початкові деформаційні шаблони камуфляжу Адміралтейства використовували багатокутники різних відтінків сірого, синього та зеленого, щоб принаймні два кольори змішувалися з фоном моря чи неба за різних умов освітлення. Схеми, розроблені для капітальних кораблів, наголошували на плутанині ідентичності, а не на приховуванні. HMS Queen Elizabeth стала першим кораблем, який отримав офіційну схему камуфляжу в січні 1941 року. Оскільки до 1941 року все більше кораблів отримували подібні схеми, ставало очевидним, що багатокутники надто малі, щоб їх можна було диференціювати на ефективних відстанях маскування. У 1942 році були оприлюднені спрощені схеми світлого та темного деформаційного камуфляжа Адміралтейства для використання більших і простіших багатокутників не більше чотирьох кольорів. Схеми розриву світла були призначені для використання у вищих широтах, де небо часто було похмурим. Темні деформаційні схеми використовували темніші кольори, забезпечуючи ефективніші руйнування силуету там, де можна було очікувати яскраве сонячне світло.
Шаблон західних підходів Адміралтейства розвинувся із шаблону камуфляжу, застосованої на HMS Broke у червні 1940 року за пропозицією натураліста Пітера Скотта, який служив на борту цього корабля. HMS Broke був пофарбований у білий колір із великими багатокутними плямами світло-сірого, світло-синього та світло-зеленого кольорів. Broke став популярним після зіткнення з іншим судном і заяви капітана іншого корабля, що він не зміг завчасно побачити Broke. Капітани інших кораблів ескорту, які спостерігали за HMS Broke, експериментували з подібними схемами, включаючи багатокутники темно-сірого або темно-синього кольору для посилення деформаційного контрасту, тоді як інші намагалися пофарбувати свої кораблі повністю в білий колір, щоб підкреслити приховування. Адміралтейство виключило світло-сірий колір з шаблона Пітера Скотта. Білий з великими багатокутними плямами світлого морського синього і світлого морського зеленого кольору був прийнятий на озброєння в середині 1941 року для використання виключно на міноносцях і невеликих кораблях, задіяних у операціях проти підводних човнів. Це була ефективний шаблон за типових погодних умов Північної Атлантики з туманом і хмарністю. Captain-class фрегат був доставлений пофарбованим у білий колір із візерунком морської блакиті та світло-сірим у варіант американських західних підходів (American Western Approaches). Це були кольори, використовувані в американських камуфляжних заходах; але малюнок був унікальним для кораблів, вироблених для Королівського флоту, і був замінений під час ремонту на шаблони та кольори Адміралтейства. Шаблон камуфляжа есмінців з Home Fleet була схожа на схему Western Approaches, але використовувала темніші відтінки синього та сірого в задній третині корабля, щоб допомогти утримуватися. Британські колоди зазвичай були темно-сірими.
Неформальний підхід Адміралтейства змінився, коли в Лімінгтон-Спа було створено відділення Лабораторії військово-морських досліджень під керівництвом командира Джеймса Юнга-Бейтмана для експериментального тестування схем маскування кораблів. Моделі кораблів, розфарбовані в різні схеми камуфляжа розміщували у великому резервуарі з водою та оцінювали на різних фонах, використовуючи театральні лампи для імітації різних умов освітлення.

На підводних човнах Королівського флоту випробували експериментальне покриття, здатне змінювати колір. За пропозицією професора Леслі Кромбі на корпус було нанесено оксид свинцю, завдяки чому він став чорним після нанесення розчину сульфіту та морської води для нічної експлуатації. Для денного плавання використовувався розчин перекису водню та морської води, утворюючи сульфат і повертаючи корпусу білий колір, бажаний для денних умов.

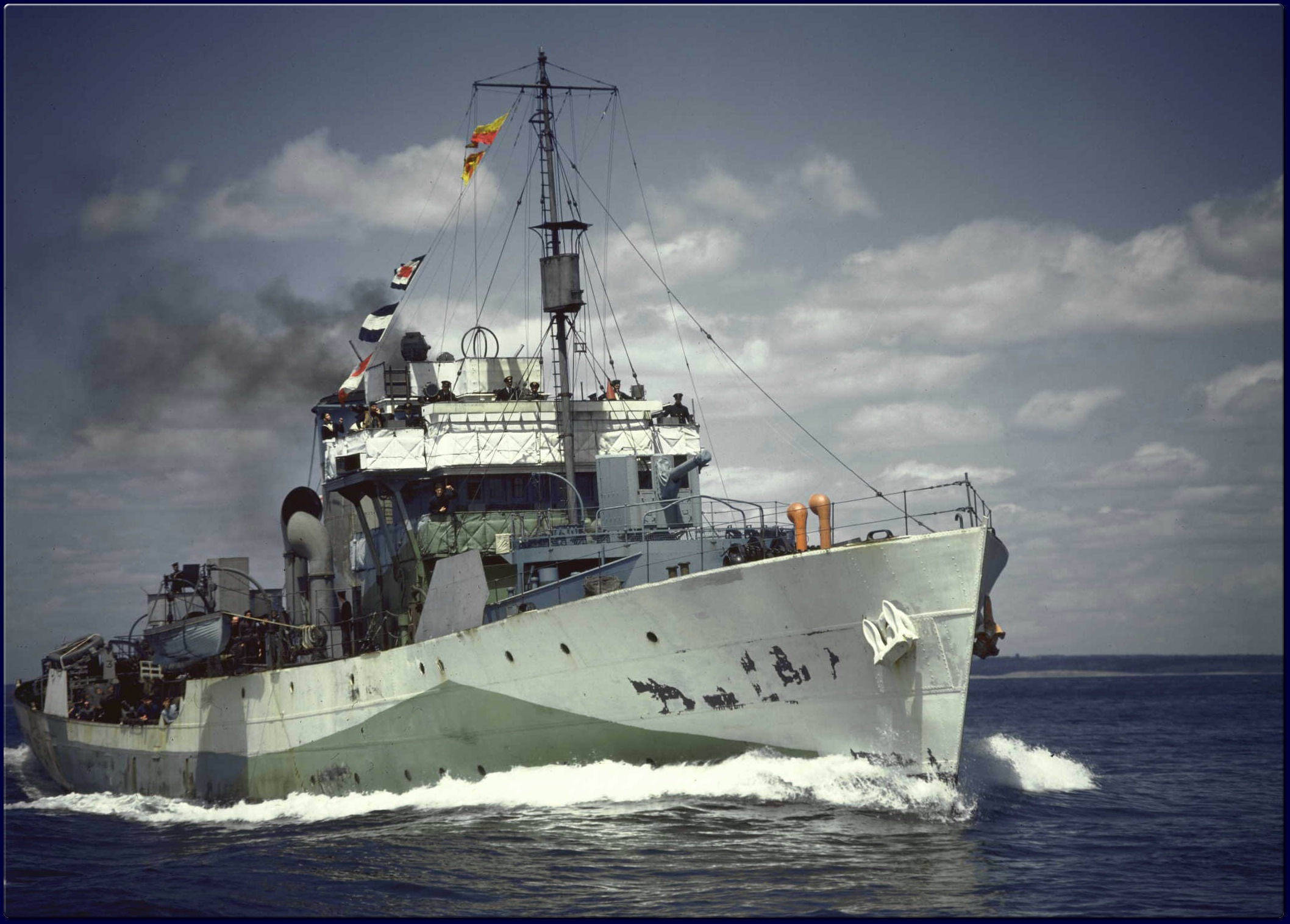
HMCS Regina з шаблоном камуфляжа західних підходів
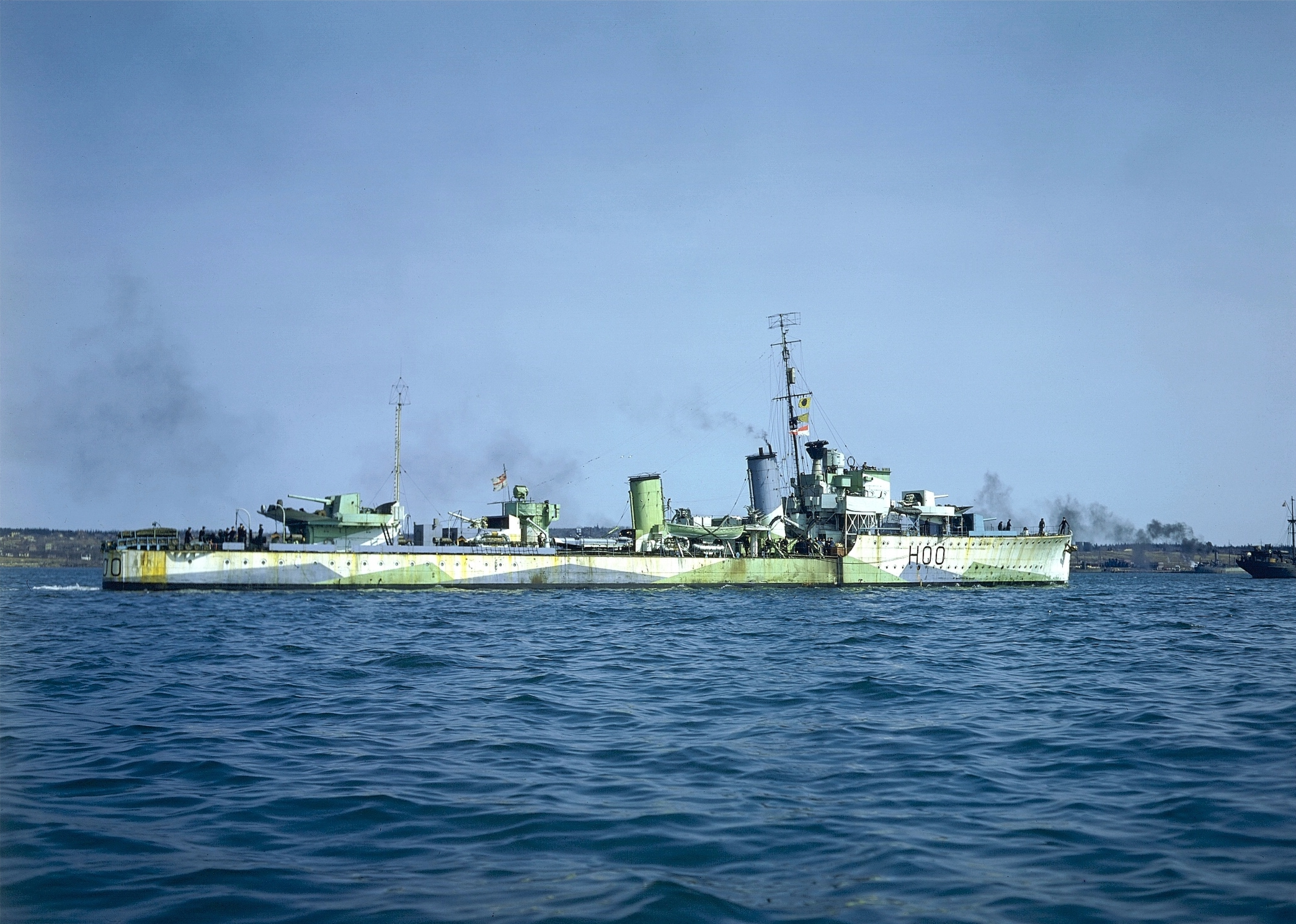
HMS Comet з шаблоном камуфляжа західних підходів
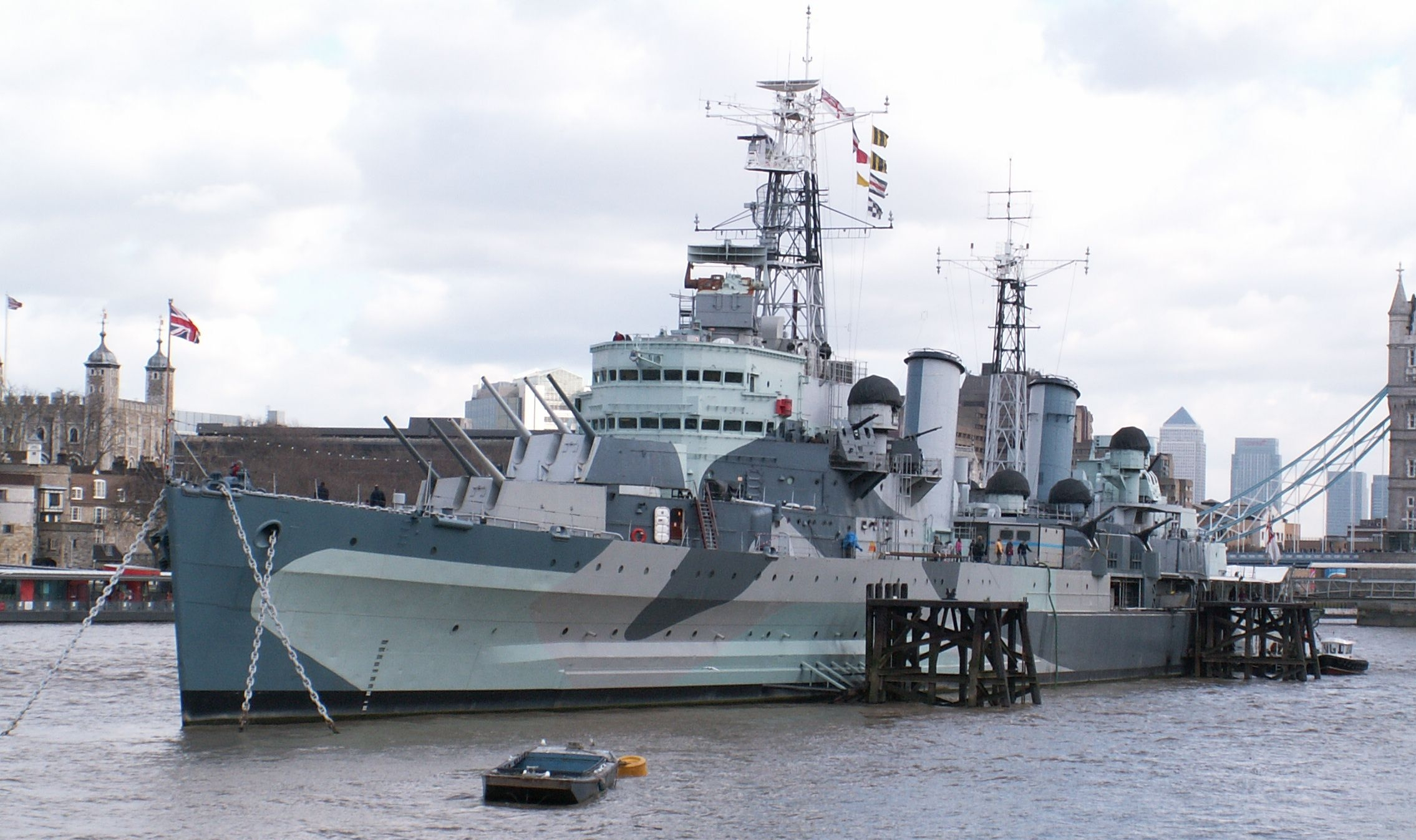
HMS Belfast (C35) з шаблоном Адміралтейського камуфляжа
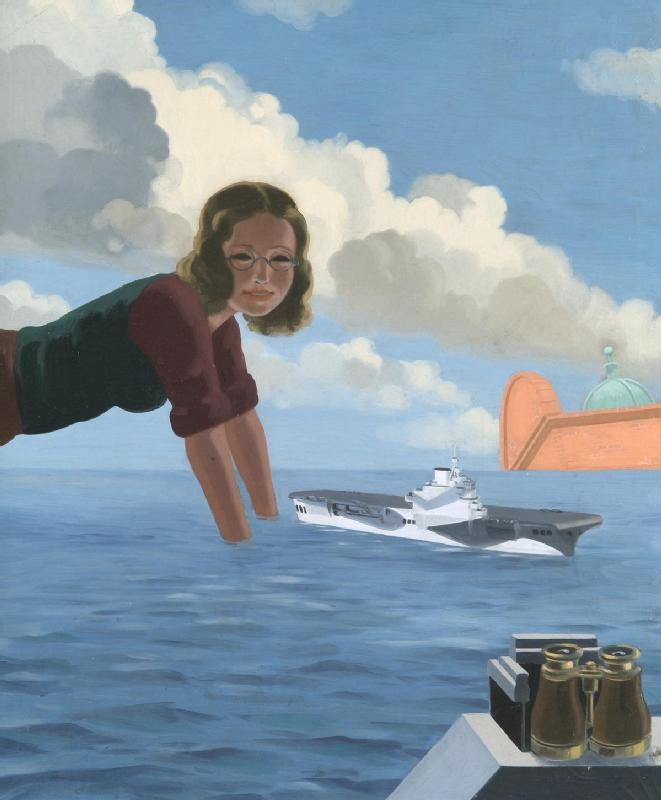
«Спостережний басейн» на даху Управління камуфляжу Королівського флоту в Лімінгтон-Спа. Джеймс Янг-Бейтмен (1943)
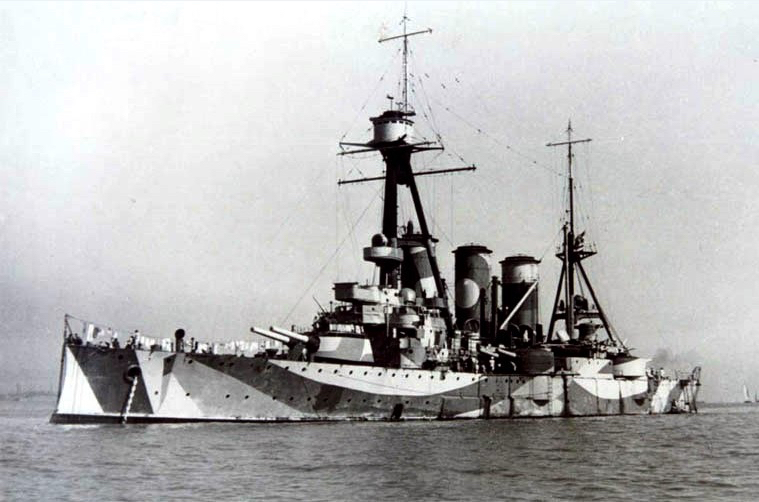
Грецький RHNS Georgios Averof, RN Bombay Station, 1942
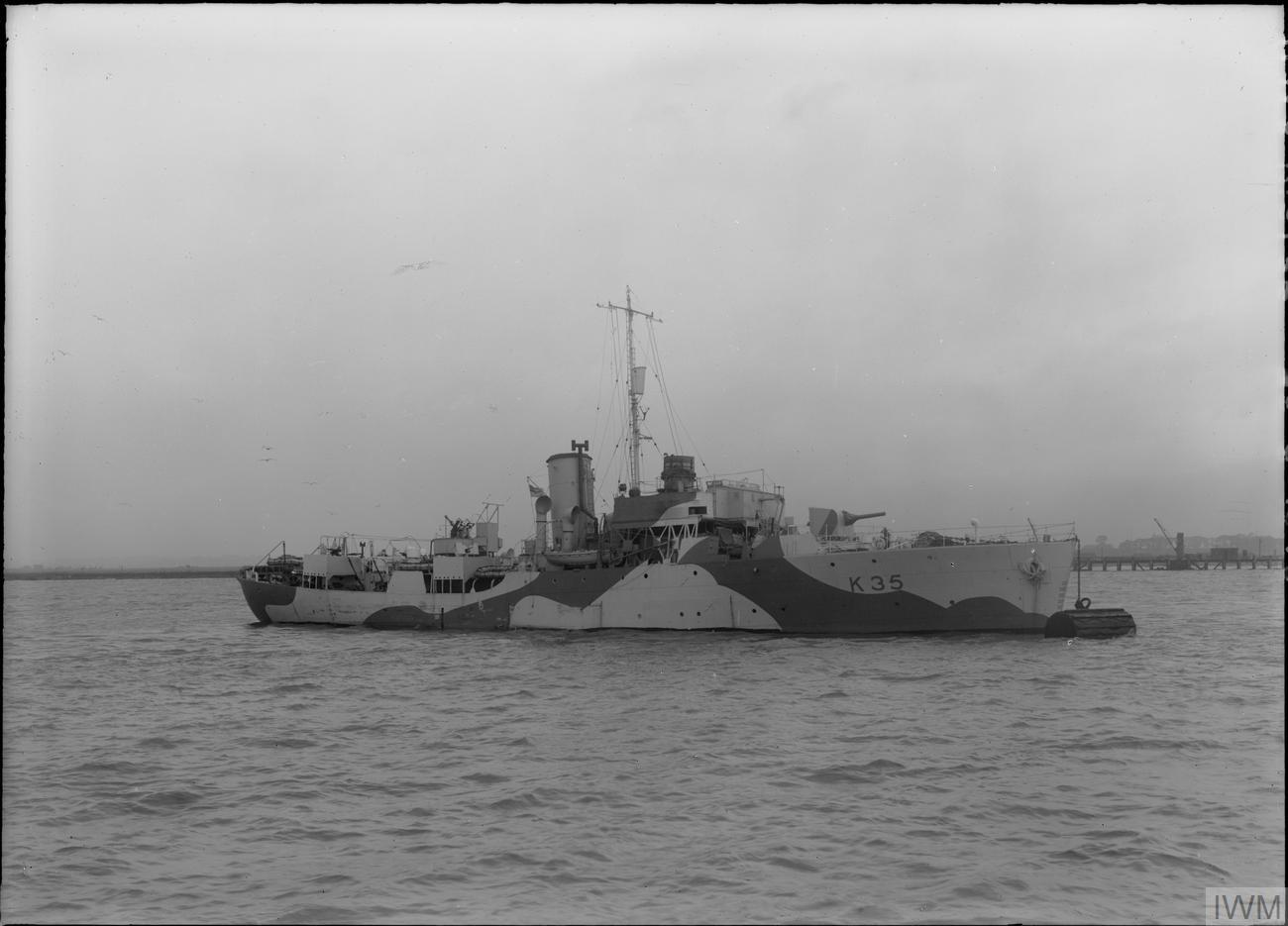
HMS Violet, корвет типу «Флавер»

### Німецький Кригсмарине

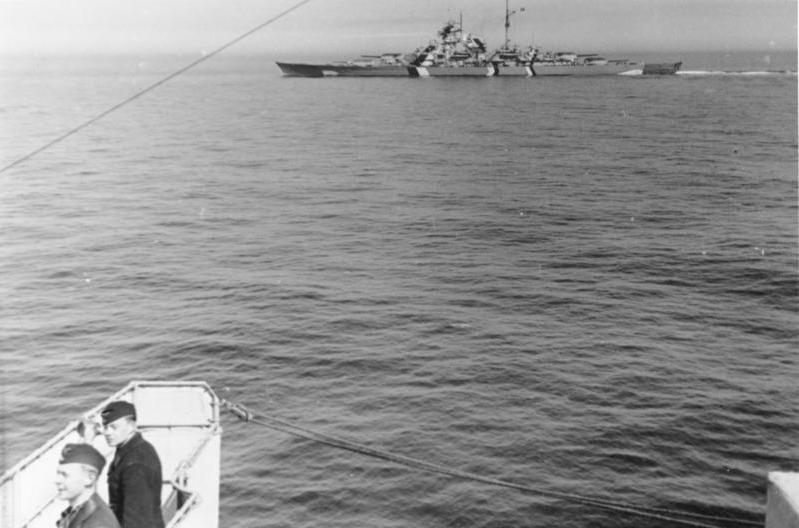
Німецький лінкор «Бісмарк» у сліпучому камуфляжі в Балтійському морі, 1941 рік

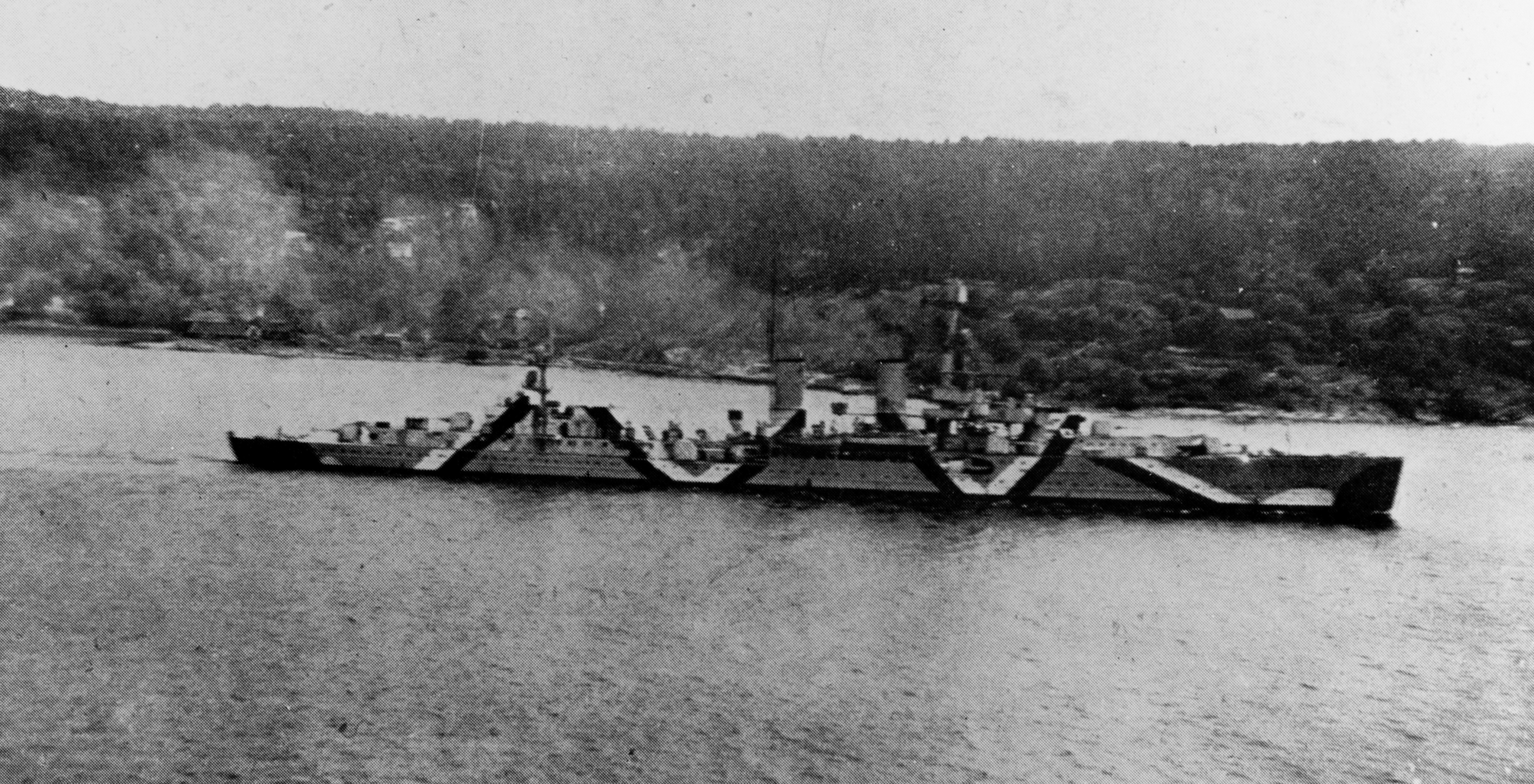
Німецький крейсер «Емден» у вересні 1941 року.

Німецькі кораблі Kriegsmarine до Другої світової війни мали або світло-сірий або темно-сірий корпус, і багато з них зберегли цю схему під час війни. Наприклад, у 1934 році крейсер Deutschland мав сірий корпус і світло-сіру надбудову. Інші мали сліпучий камуфляж, зазвичай у комбінаціях блідо-сірого, темно-сірого та морського синього кольорів. Наприклад, у 1940 році корпус лінкора «Scharnhorst» мав сліпучий візерунок із смуг на сірому тлі, хоча деякі з них пізніше були зафарбовані, а носова частина перед головними гарматами була пофарбована в чорний колір. Scharnhorst не був замаскований для спостереження з повітря, його палуби на носі та на кормі мали великі чорно-білі свастики на червоному полі; башти головних гармат мали червоні (на Балтиці) або жовті верхи для розпізнавання повітря. Лінкор «Bismarck» вирушив до Норвегії в сліпучому камуфляжі, але для останньої подорожі в Атлантику його було перефарбовано в однотонний сірий колір. Надбудова крейсера «Admiral Scheer» мала низько-контрастний камуфляж із неправильними темно-сірими плямами на світло-сірому кольорі, з темно-сірим корпусом, чорною ватерлінією та темно-сірими верхами вежі під час рейду в 1941 році.
Більші кораблі часто мали фальшиві ніс і корму, пофарбовані в інший відтінок ніж решта корпусу, щоб створити враження, що судно знаходиться на більшій відстані від спостерігача. Німецькі палуби були темно-сірі. Менші кораблі, що працювали у Північному або Балтійському морях, були пофарбовані в білий або дуже блідо-сірий колір, щоб зливатися з денним туманом і нічними фосфоресцентними організмами. Як і під час Першої світової війни, німці знову використовували замаскованих комерційних рейдерів (нім. Hilfskreuzer), таких як Atlantis, Thor і Kormoran. Ці кораблі змогли змінити свій зовнішній вигляд, щоб уникнути нападу крейсерів союзників.

### Королівський флот Канади

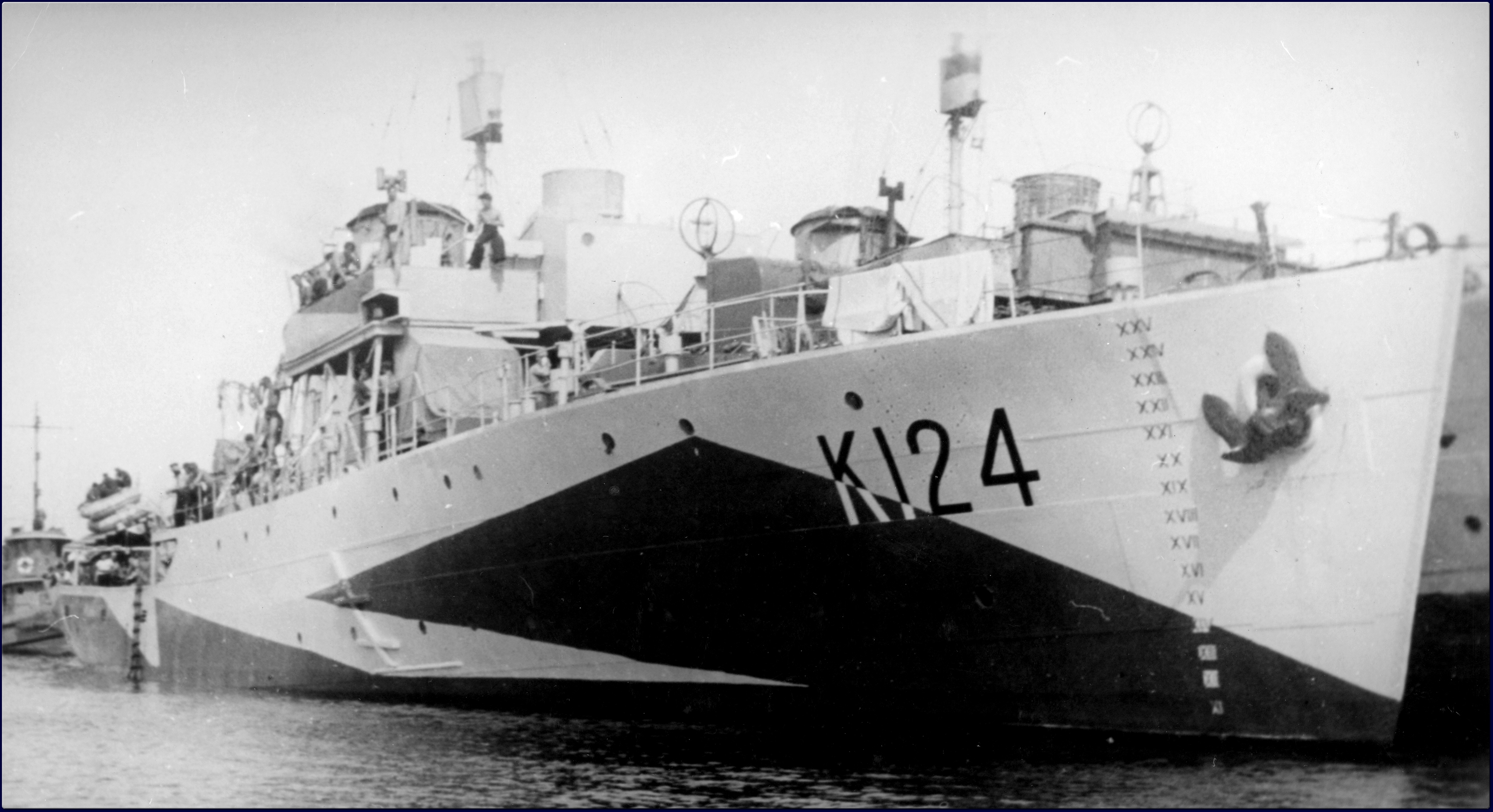
У січні 1941 року компанія HMCS Cobalt розпочала таємні морські випробування камуфляжу проти освітлення.

У проєкті камуфляжу розсіяного освітлення Королівський флот Канади експериментував із змінним камуфляжем контросвітлення, щоб відповідати рівням освітленості горизонту та мінімізувати силуети кораблів під час тривалих арктичних сутінків. Під час експериментів один борт випробувального корабля був слабко освітлений прожекторами, встановленими на борту. Результати були покращені за допомогою синьо-зелених фільтрів, а потім за допомогою фотоелемента для вимірювання яскравості нічного неба. Видимість корабля була знижена, але технологія виявилася незручною і так і не була використана на практиці.

### Інші флоти
Італійські кораблі військово-морського флоту Муссоліні зберегли довоєнну схему світло-сірого кольору для своїх менших кораблів, але більші кораблі здебільшого мали сліпучий камуфляж темно-сірого, світло-синього, світло-зеленого та світло-сірого кольорів. Італійські передні палуби мали добре помітний візерунок з червоних і білих діагональних смуг, щоб їхні власні літаки не атакували їх.
Японські кораблі, як правило, не були закамуфльовані. В особливих тактичних ситуаціях камуфляж міг бути імпровізованим, наприклад, коли палуби лінкорів «Ямато» та «Мусасш» були почорнені сумішшю сажі, щоб допомогти їм сховатися під час проходження через протоку Сан-Бернардіно вночі під час битви в затоці Лейте у жовтні 1944 року. Японські кораблі здебільшого зберегли свою довоєнну темно-сіру схему фарбування, хоча деякі основні підрозділи, такі як авіаносці, змінили колір на темно-сірий. Деякі авіаносці мали свої польотні палуби в сліпучий камуфляж, але це, здається, було неефективним. До 1945 року, коли залишки японського флоту намагалися сховатися від американської авіації, його лінкори були пофарбовані в різні камуфляжні засоби. Харуна, наприклад, був пофарбований у оливково-зелену ліврею, його вежі були пофарбовані у світло-зелений колір із сірими смужками, тоді як оливкова сукня Ісе була розбита плямами сірого, червоно-коричневого, жовтого та темно-зеленого кольорів.
Радянські кораблі були темно-сірі в цілому, іноді з середньо-сірим верхом.
Французький флот використовував світло-сірий до війни та за режиму Віші. Вільні французькі кораблі, які діяли з англійцями, перейняли одну з британських схем. Ті, що були переобладнані на американських верфях, зазвичай перефарбовувалися з використанням камуфляжного шаблона «American Measure 22».

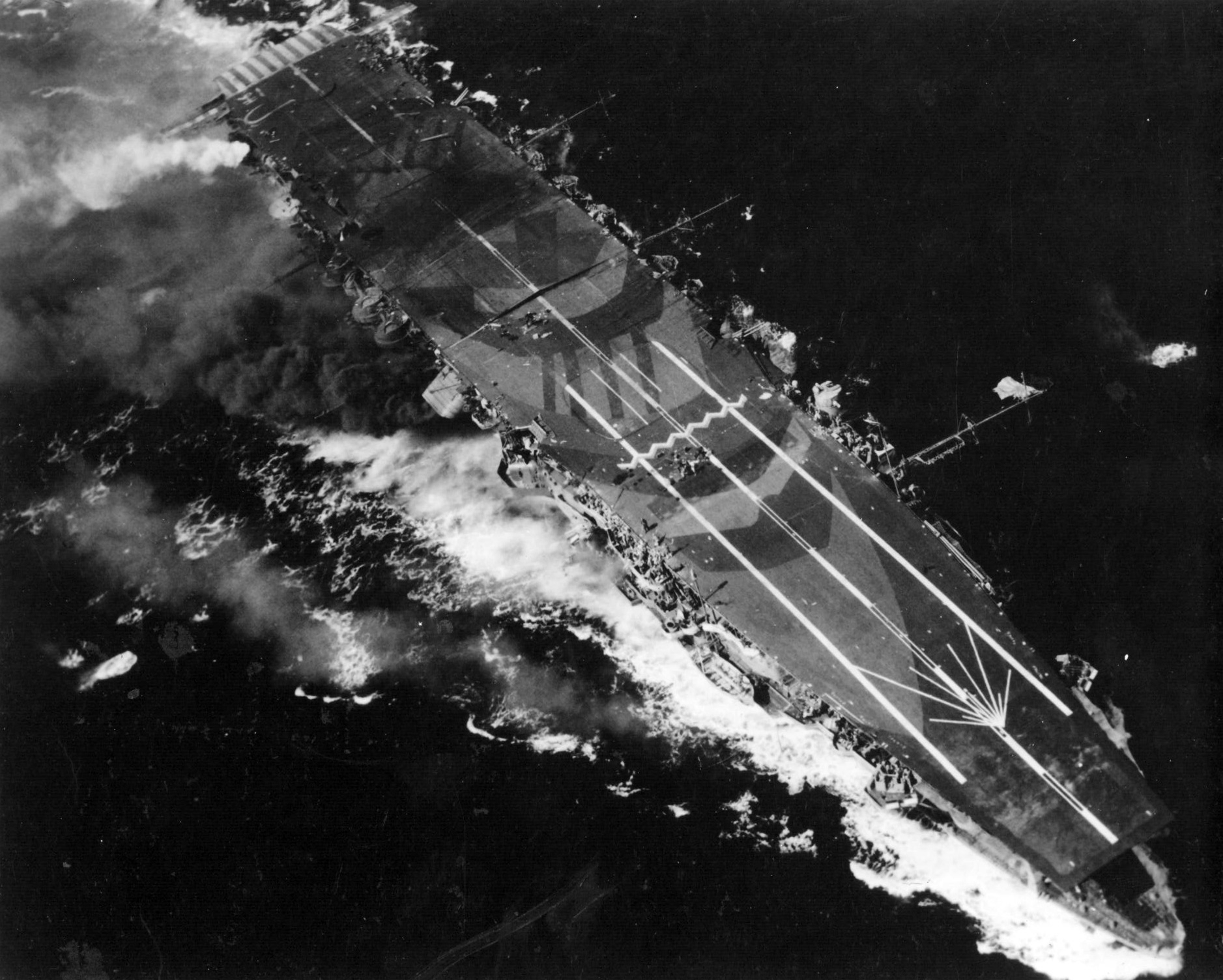
Палуба японського авіаносця  Дзуйхо пофарбована так, щоб нагадувати з повітря палубу  лінкора
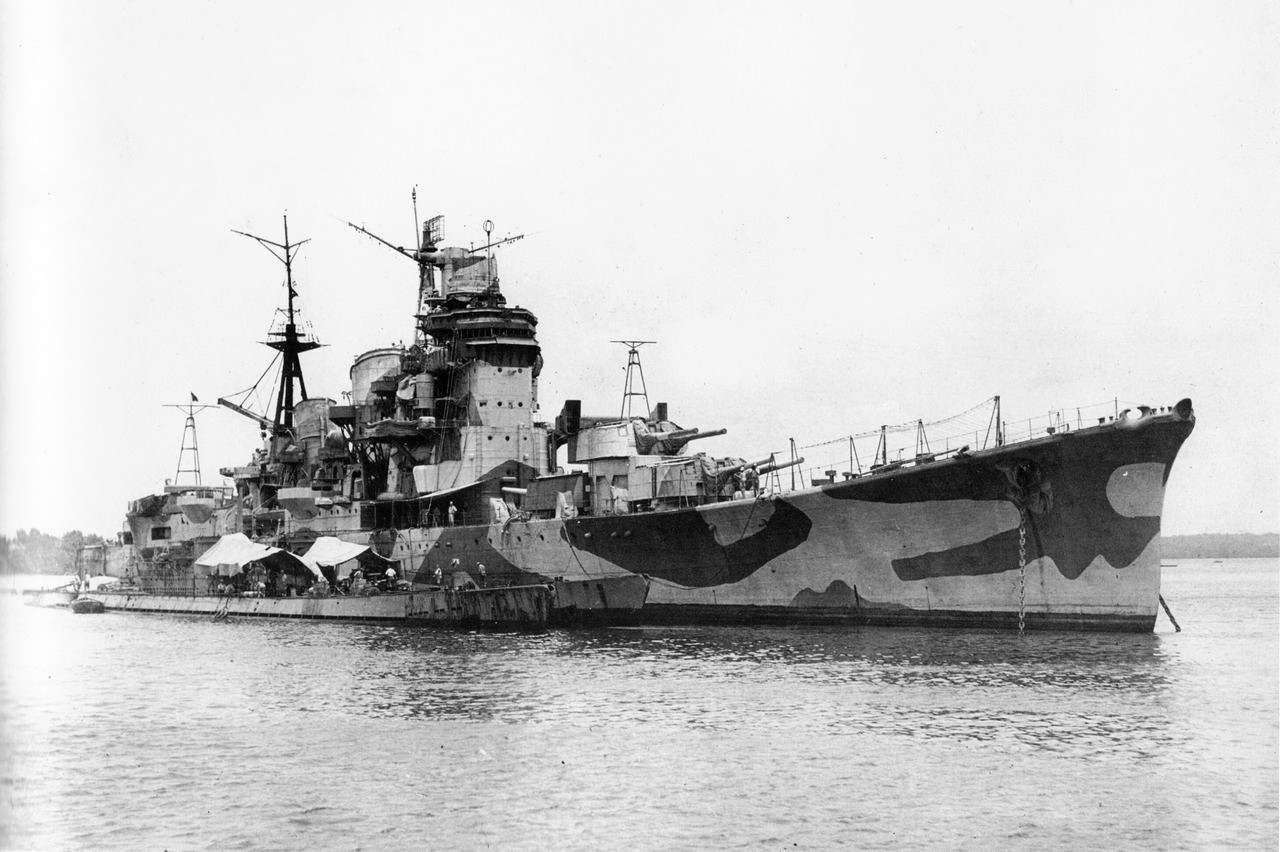
Японський важкий крейсер Myōkō з деформаційним камуфляжем. Сінгапур, 1945 рік
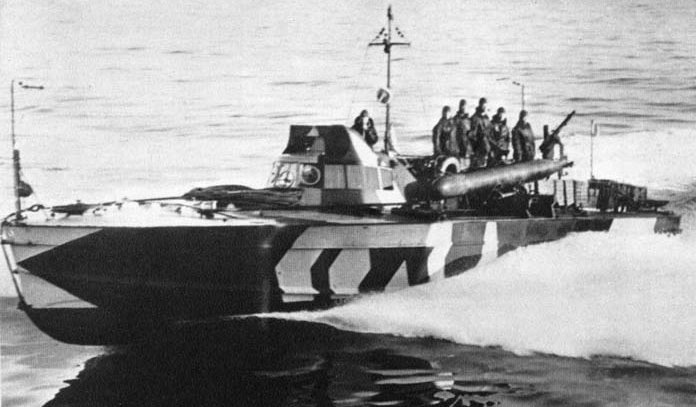
Італійський торпедний моторний човен (MAS) часів Другої світової в сліпучому камуфляжі
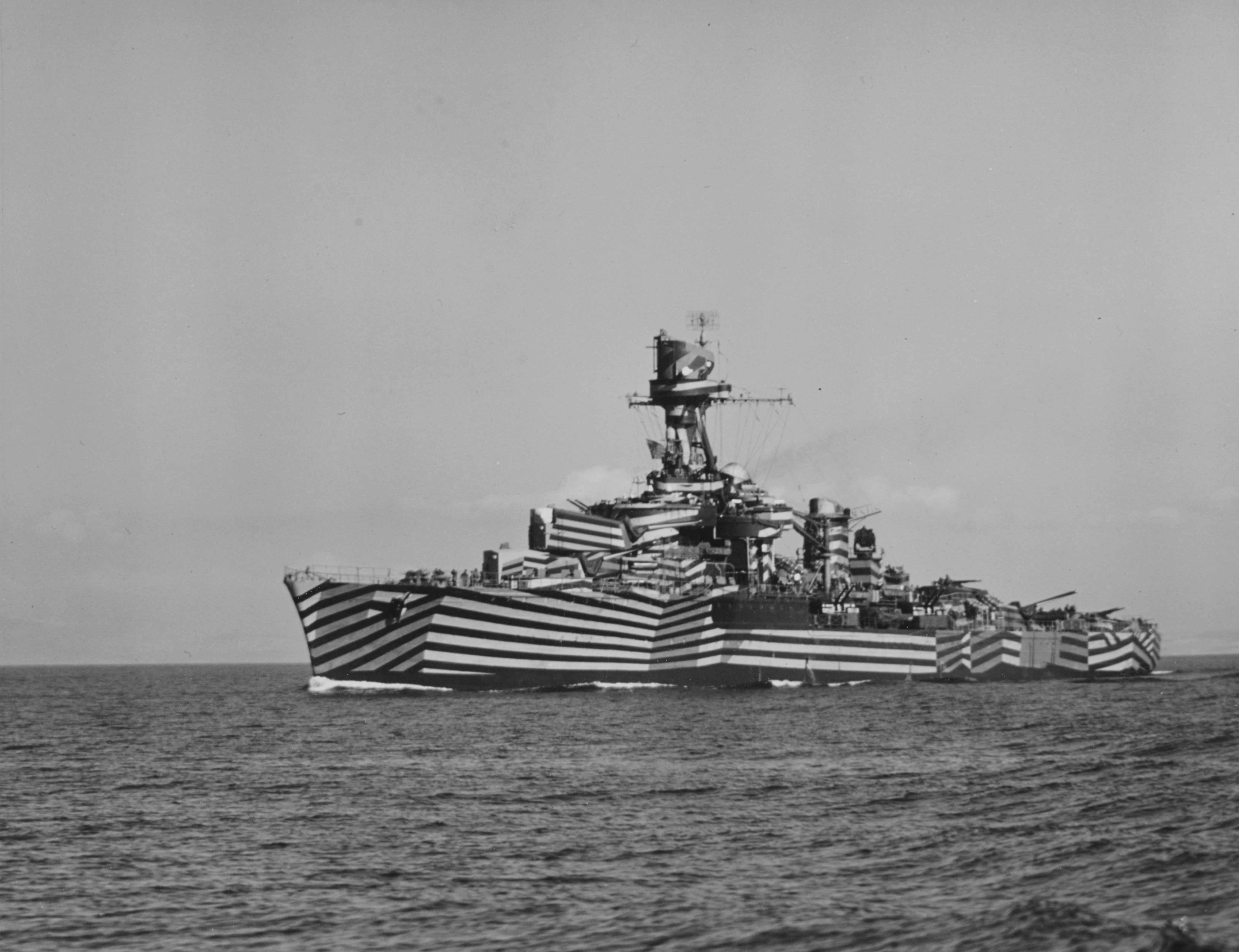
Французький крейсер Gloire у сліпучому камуфляжі, Неаполь, 1944 рік

## Пізніше використання
Після Другої світової війни загальне впровадження радарів зробило традиційний камуфляж загалом менш ефективним і призвело до розробки кораблів-невидимок, різновиду радіолокаційного камуфляжу. Однак камуфляж міг допомогти військовим кораблям Сполучених Штатів уникнути влучень в'єтнамських берегових батарей, які використовували оптичні далекоміри.  Деякі PTF човни ВМС США були експериментально закамуфльовані в 1975 році зеленим комбінезоном, розбитим візерунками сірого та чорного кольорів. Проте USS Freedom, прибережний бойовий корабель, вважається першим кораблем ВМС США, камуфляж якого нагадує той, що використовувався під час світових воєн.

У 2023 році Чорноморський флот ВМФ Росії застосував камуфляж до свого фрегата типу «Адмірал Григорович» «Адмірал Ессен». Роблячи корабель меншим, ніж він був насправді, вони сподівалися збити з пантелику операторів українських надводних кораблів без екіпажу, щоб вони подумали, що корабель менш цінний, ніж він був. Безпілотники USV, які покладаються на відео з камер і не мають вдосконалених радарів.

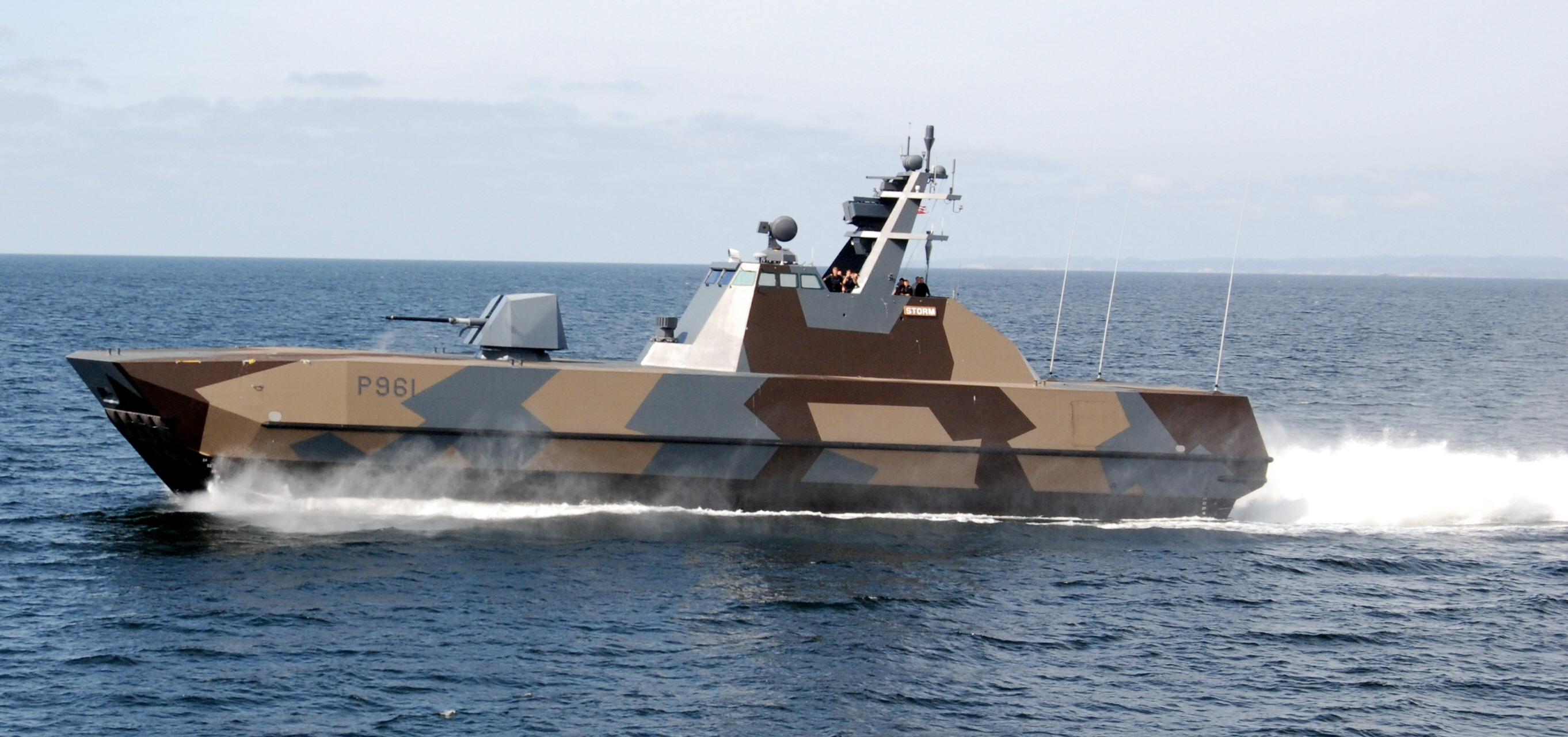
Ракетні катери типу «Скельд» Королівського флоту Норвегії з деформаційним камуфляжем
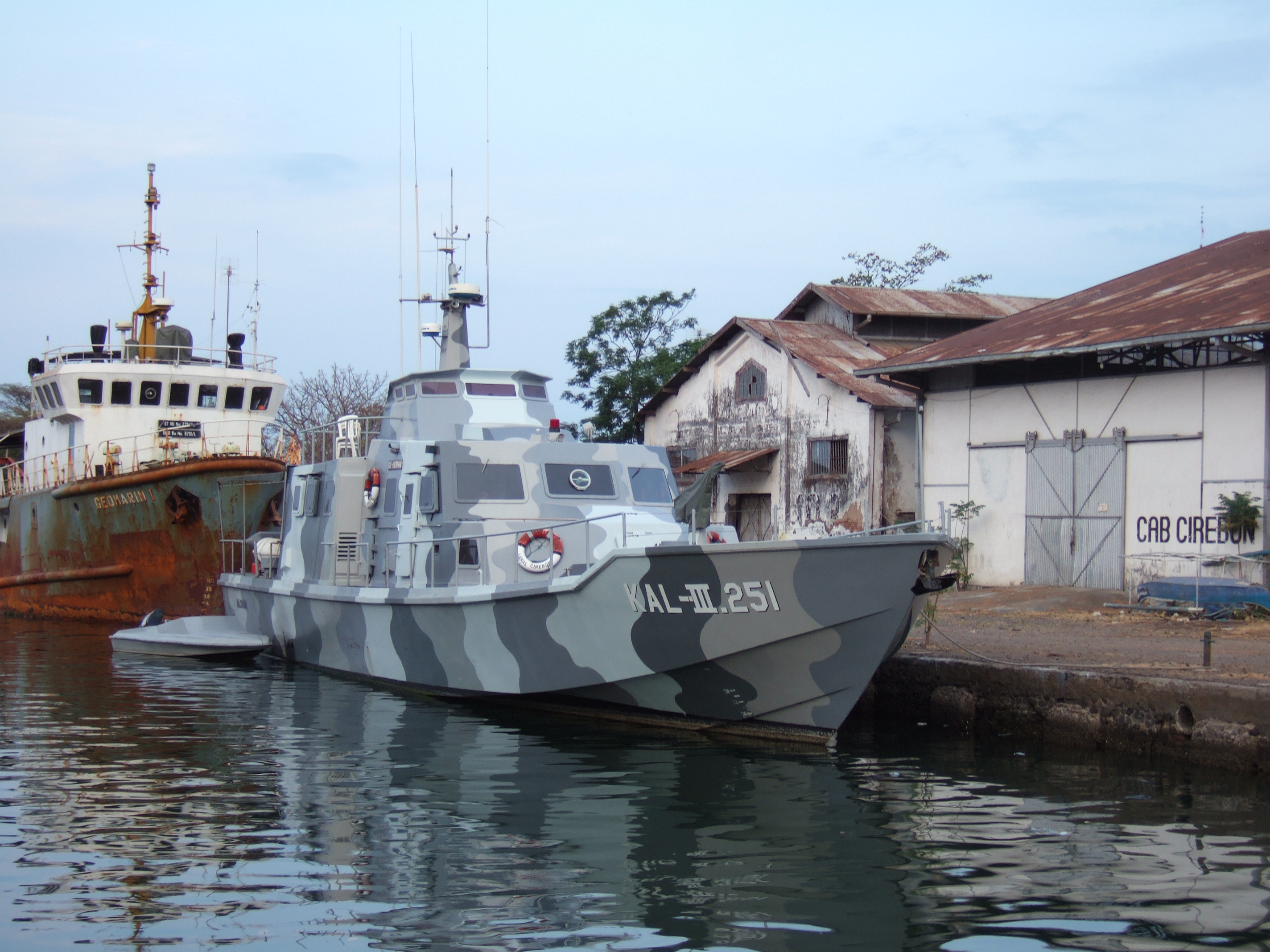
Патрульний катер в Індонезії, 2006 рік
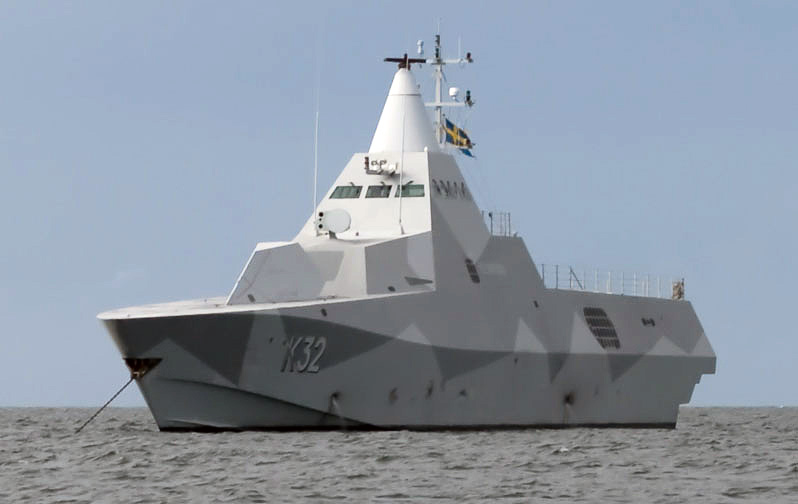
HSwMS Helsingborg, один із корветів типу «Вісбю» ВМС Швеції використовує як візуальний камуфляж, так і антирадарну технологією «стелс».
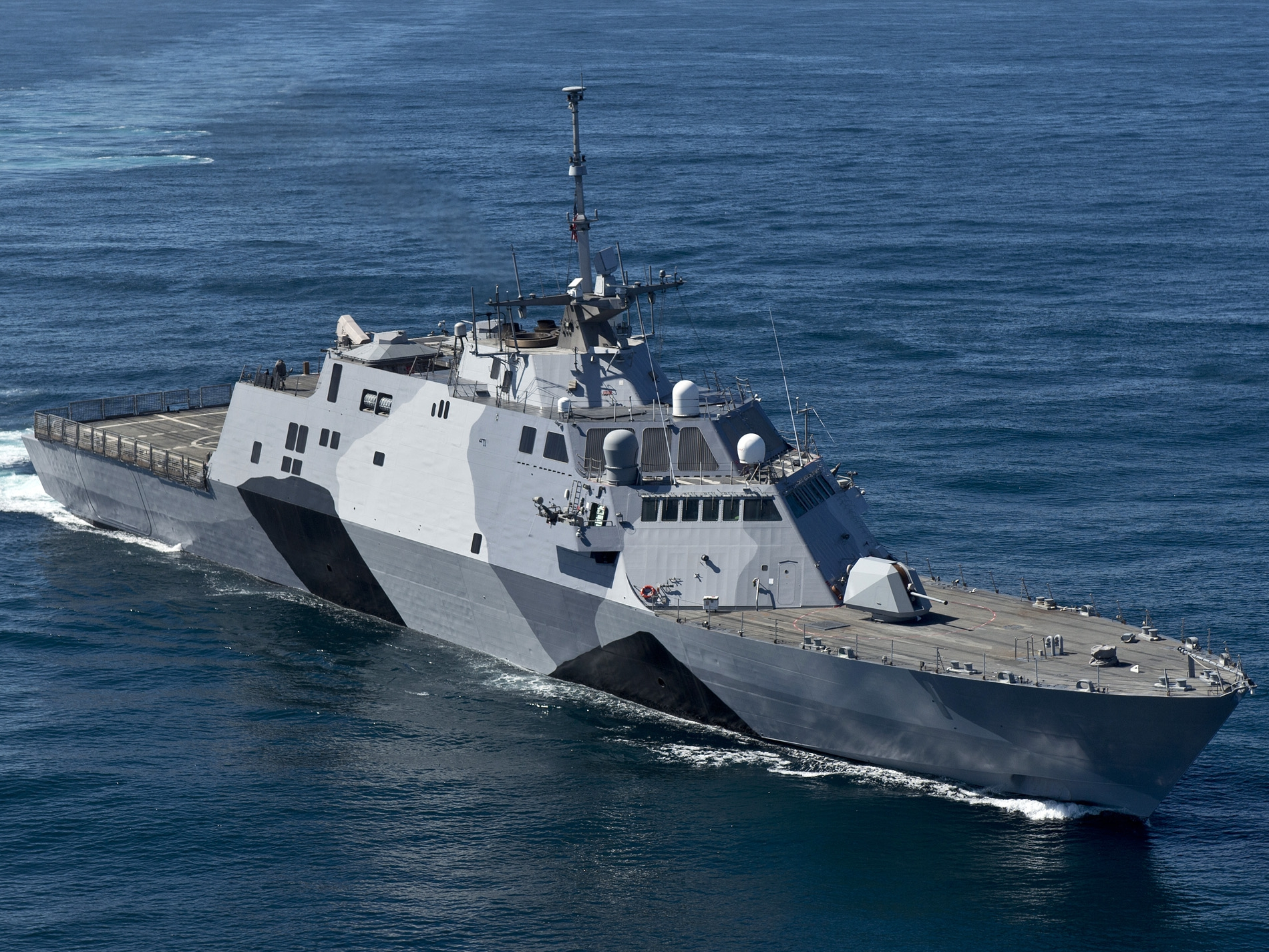
Бойовий корабель прибережної зони USS Freedom, 2013 р

## Виноски
1. ↑  Mackay Low Visibility System was violet with red or green patches or speckles. Mackay Disruptive/Low Visibility System had solid blue on the lower hull, with green, orange and white in bold, undulating shapes above. Toch Disruptive/Low Visibility System (used for troop transports) had parallel, curving diagonal stripes of gray, green, purple, red, brown and white. Warner Disruptive Dazzle System (used for troop transports) had large, curving shapes in red, blue and green, mixed in with white or gray shapes.
2. ↑  Введення в оману щодо курсу корабля було метою сліпучого камуфляжу.